# Малх Филадельфиец
Малх Филадельфиец (греч. Μάλχος; V век) — византийский историк арабского происхождения.
Малх был родом из Филадельфии Палестинской (современный Амман), в Константинополе служил софистом. Им было написано семитомное сочинение «События, или Дела византийские» (греч. Βυζαντιακά), которое охватывает историю с 474 года (семнадцатого года царствования императора Льва) до 480 года (смерть императора Западной Римской империи Непота) то есть продолжил историю, написанную Приском. Также им были написаны выписки о посольствах, относящиеся к вышеуказанному временному периоду. Его сочинения сохранились лишь в отрывках. 
Согласно «Суде» Малх начал свою историю от правления императора Константина Великого. Патриарх Фотий включил сочинение Малха в свой «Мириобиблион» и отмечает «Эти семь книг „Истории“ Малха доказывают, что он писал и другие, предшествующие им, как видно и по началу первой из семи книг». Фотий высоко характеризует работу Малха:

Слог его чист, непринужден, ясен, цветущ; выражения употребляет он звучные и важные. Он не презирает новых слов, в которых есть выразительность, звучность и величие как то <…> и тому подобные, вообще это образец исторического сочинения. По вере он не был вне христианского общества.